# Louis Creixell
 (janvier 2021).
La mise en forme du texte ne suit pas les recommandations de Wikipédia : il faut le « wikifier ».
Les points d'amélioration suivants sont les cas les plus fréquents. Le détail des points à revoir est peut-être précisé sur la page de discussion.
- Les titres sont pré-formatés par le logiciel. Ils ne sont ni en capitales, ni en gras.
- Le texte ne doit pas être écrit en capitales (les noms de famille non plus), ni en gras, ni en italique, ni en « petit »…
- Le gras n'est utilisé que pour surligner le titre de l'article dans l'introduction, une seule fois.
- L'italique est rarement utilisé : mots en langue étrangère, titres d'œuvres, noms de bateaux, etc.
- Les citations ne sont pas en italique mais en corps de texte normal. Elles sont entourées par des guillemets français : « et ».
- Les listes à puces sont à éviter, des paragraphes rédigés étant largement préférés. Les tableaux sont à réserver à la présentation de données structurées (résultats, etc.).
- Les appels de note de bas de page (petits chiffres en exposant, introduits par l'outil «  Source ») sont à placer entre la fin de phrase et le point final[comme ça].
- Les liens internes (vers d'autres articles de Wikipédia) sont à choisir avec parcimonie. Créez des liens vers des articles approfondissant le sujet. Les termes génériques sans rapport avec le sujet sont à éviter, ainsi que les répétitions de liens vers un même terme.
- Les liens externes sont à placer uniquement dans une section « Liens externes », à la fin de l'article. Ces liens sont à choisir avec parcimonie suivant les règles définies. Si un lien sert de source à l'article, son insertion dans le texte est à faire par les notes de bas de page.
- La présentation des références doit suivre les conventions bibliographiques. Il est recommandé d'utiliser les modèles {{Ouvrage}}, {{Chapitre}}, {{Article}}, {{Lien web}} et/ou {{Bibliographie}}. Le mode d'édition visuel peut mettre en forme automatiquement les références.
- Insérer une infobox (cadre d'informations à droite) n'est pas obligatoire pour parachever la mise en page.

Pour une aide détaillée, merci de consulter Aide:Wikification.
Si vous pensez que ces points ont été résolus, vous pouvez retirer ce bandeau et améliorer la mise en forme d'un autre article.
 (mai 2021).
 (mai 2021).
Si vous disposez d'ouvrages ou d'articles de référence ou si vous connaissez des sites web de qualité traitant du thème abordé ici, merci de compléter l'article en donnant les références utiles à sa vérifiabilité et en les liant à la section « Notes et références ».
Louis Creixell (en catalan : Lluís Creixell), né le 25 mars 1944 à Perpignan et mort le 18 février 1996 à Saint-Cyprien, est un linguiste, philologue et sociolinguiste, auteur du Diccionari Bàsic Francès-Català.

## Biographie
Louis Creixell est né à Perpignan dans le quartier de la gare, 9 rue de l'Avenir. Ses prénoms sont Louis, en l'honneur de son oncle paternel décédé lorsqu'il était enfant, et Joseph pour son oncle maternel José décédé en 1942.
Son grand père Jaume Creixell émigra dans les années 1914-1915 en France. Il fut cordonnier à Perpignan.
Son père, Francisco Creixell i Gelpi, est né à Pals en Catalogne en 1910. Il n’avait été scolarisé à Palafrugell que deux ans grâce à la Fondation de Josep Torres i Jonama (Espagnol industriel du liège et de la capsule de bière, entreprises à New-York puis sur la côte d’Azur. 1857-1946 , philanthrope.). Il arrive en France probablement en 1922 lors d'un rapprochement familial, et il souffrit beaucoup de la xénophobie ambiante. Il quitta l'école au bout d'un an et devint rapidement apprenti-maçon puis travailla comme maçon.
La mère de Louis Creixell, Adela Valls i Fonalleras, naquit à Palafrugell, Espagne en 1916. À 9 ou 10 ans, elle vint avec sa famille dans les années 1925 à Saint-Auban. Sa sœur et son beau-frère étaient installés là-bas pour travailler à l'usine chimique. Elle s'intégra très bien grâce à son institutrice habituée aux multiples nationalités. Elle fit ainsi un apprentissage de culottière. Son père Arturo Valls i Sala ne s'adapta pas à Saint-Auban, et s'installa à Perpignan. Adéla la mère de Louis Creixell travailla alors chez elle pour un tailleur perpignanais.
Dans sa petite enfance Louis Creixell fut élevé par des parents qui s'adressèrent à lui en français, comme il était recommandé à l'époque pour bien s'intégrer. À la naissance de sa sœur, (il a alors 5 ans), sa grand-mère maternelle Joachime vint habiter avec le couple, les échanges avec cette dernière se font en catalan, ce qui constitue ses premiers contact avec cette langue.
Au décès de la grand-mère maternelle en 1956 les habitudes perdurent : le catalan est parlé à la grand-mère paternelle Irène Creixell i Gelpi, le français entre le père la mère et les enfants.
Louis Creixell devient parfaitement bilingue, passant d'une langue à l'autre selon les locuteurs. Enfant, Louis est scolarisé à l'école maternelle de son quartier l'école primaire Florian, puis à l'école primaire Jean-Jacques-Rousseau. Sa mère eut des difficultés pour présenter son fils au Concours d'entrée en 6ème, et le présenter en candidat libre au « Cours Complémentaire de la Garrigole" (quartier Saint-Assiscle). La famille est plus que modeste, elle vit dans trois pièces. Louis dort dans la cuisine. La table sert de bureau à lui et à sa sœur, de table de couture à sa mère et de table de préparation des repas pour les grands-mères. Les soirées sont souvent animées par sa tante paternelle Francisquette, qui leur amène des fruits, des légumes et sa bonne humeur.[Quand ?]
Louis est naturalisé français en mars 1955 à 11 ans, collectivement avec toute sa famille, son père ayant fait ce choix et Louis le confirmera à sa majorité.
C'est hors de sa famille, au Collège, que naîtra son intérêt pour le catalan à travers la rencontre d'enseignants engagés dans la régionalisation et le parler oc. Il fut un excellent élève. Son professeur principal était Louis Bassède (militant catalaniste cofondateur en 1936 du mouvement « NostraTerra ») de la 6e à la 3e, Louis Creixell l’admirait beaucoup, il joue probablement un grand rôle dans sa scolarité et son intérêt pour cette langue.
À la suite d'un accident de vélo en classe de 6e il est renversé par un chien sur un trajet scolaire, il gardera une épaule instable qui se luxait sans cesse. Ne pouvant pas faire de football comme ses cousins, il s'intéressa alors à des activités plus artistiques[réf. nécessaire]. Il fit quelques mois du théâtre avec l’UFOLEP, puis suivit des cours aux Beaux Arts de Perpignan, prolongeant une tradition familiale maternelle, le grand-père Arturo et l'oncle José étant peintres pendant leurs loisirs. Il aimait peindre en plein air et partait en expédition artistique avec son ami de toujours Jacques Rozals un infirmier psychiatrique qui anima des ateliers d’art thérapie au sein de l’hôpital de Thuir . Il avait alors toujours sous la main un carnet de croquis et dessinait au fusain ou au crayon des personnages familiers : son père lisant le journal, sa mère, sa sœur (qui, elle, adorait prendre la pose), des objets du quotidien banal : une vieille chaussure, une chaise... Il a aussi peint des "marines" à Saint-Cyprien, les lamparos, le Château d’Eau, des paysages…
Il montre aussi vers 16 ans son intérêt pour les langues étrangères, s'inscrivant brièvement à des cours d'anglais, essayant de déchiffrer le russe… puis allant au cours d'espéranto de Llech Walter. Cette fréquentation également affirmera son intérêt pour le catalan et sa culture, vers un relationnel intellectuel centré sur la langue catalane. Il terminera ses études secondaires au Lycée François-Arago avec un baccalauréat de Sciences expérimentales.
Louis, adolescent introverti, fit connaitre le livre et l'écrit catalan dans sa famille, car il y avait la connaissance d'auteurs, de textes, de chansons et de poésies variés, mais une connaissance orale. En fin de secondaire, il a revendiqué déjà dans ses conversations en famille une nationalité catalane, cherchant comme beaucoup d'adolescents à se forger une identité. C'est à travers le mythe de cette nation catalane (nation au sens de Pascal Ory) qu'il forgera sa propre identité catalane[réf. nécessaire].
Après son baccalauréat, il « rêve » de s'inscrire à l'Ecole des Langues Orientales, mais s'oriente de façon plus pragmatique vers des études d'espagnol. Il choisit Montpellier car sa cousine germaine maternelle habite cette ville et cela rassure la famille. Il s'inscrit ainsi à la Faculté des Lettres de Montpellier, Université Paul-Valéry, pour une Maîtrise d'espagnol. Dans ce cursus, il fait des études de langues (français, castillan, catalan et occitan), tout en étant surveillant d'internat à l'Institution Don-Bosco pour financer ses études.
À partir des années 1980, il sera durant des années professeur auxiliaire dans le Secondaire, où de par sa personnalité introvertie, « il n'était pas du tout épanoui », et ressentait une grande difficulté à enseigner. Ce handicap dans la communication à l'autre le perturbait autant que ses interlocuteurs.
Louis Creixell est décédé d'un cancer en 1996 à Saint-Cyprien-Plage, où il vivait depuis des années. Dans son enfance, en effet, sa sœur ayant eu des problèmes de santé, les médecins de l'époque lui avaient prescrit de "la sablo-thérapie" ! Francisco Creixell, leur père, avait donc installé sa famille tous les étés dans le hameau de "senills" (roseaux à balais) au lieu-dit Las routas (en orthographie catalane Les Rotes) de Saint-Cyprien et, en 1955, lors de l'aménagement de la station il avait acheté un terrain où il construisit leur maison par étapes, deux pièces au départ, et l'électricité fut très tardive. La famille y passait tous les étés, et vers 1970 elle s'y installa définitivement à plein temps, quand elle fut enfin terminée.

## Démarche
Il bénéficie de l'enseignement d'Henri Guiter, Professeur de linguistique romane, spécialiste de la dialectologie en catalan et en occitan. Louis obtient en juin 1968 un Certificat d'Etudes Supérieures de Langue et Littérature catalane, et en octobre 1968 sa Maîtrise d'espagnol : son Mémoire de maîtrise porte sur l’œuvre de Josep Bonafont (1854-1935).
En 1967, quand, à l'initiative de Pau Roure, Secrétaire du Grup Rossellonès d'Estudis Catalans, se crée Le Grup Cultural de la Joventut Catalana, Louis en est un des fondateurs dès première heure avec Andreu Balent, Narcís Duran, Bernard Rieu, Joan-Pere Pujol. Pour eux, la finalité était la récupération et la diffusion de la langue catalane, en facilitant sa lecture et en enseignant son écriture en Catalogne-Nord.
Dès 1968, il participe ainsi à la mise en place de L'Université Catalane d'Eté de Prades et est alors dans l'équipe organisatrice  avec Narcís Duran, Maria Dolors Solà-Oms, Miquel Mayol, Andreu Balent, Bernard Rieu, Dominique Bernardo, Reinald Dedies, Nicolau Roure, Joan-Pere Pujol. Depuis, cette Université d'Eté s'est déroulée tous les ans, et en 2008 elle a fêté ses 40 ans.
Comme le relate Ramon Gual :

« Elle naquit de la volonté d'un groupe de jeunes nord-catalans qui dans ces instants d'euphorie pour refaire le monde et changer une société vieillie mentalement, voulaient alors retrouver les racines à moitié perdues et par lesquelles, ils s'en apercevaient, ils étaient en grande partie façonnés, et en même temps recommencer une fois de plus la fameuse lutte de classe. »

— Ramon Gual
Louis Creixell y participa aussi comme enseignant de 1970 à 1975.
Les années 1970 ravivent l'intérêt pour l'enseignement du catalan mais également beaucoup de discussions se font entre les différents locuteurs et spécialistes. Louis écrit dans son DEA L’Estàndard; problemes de la normativització à propos de l'Université d'Eté de Prades : 

« Les conséquences de la guerre civile et la dictature franquiste avec l'oppression anti-catalane ont eu des répercussions sur l'aspect linguistique parce que la langue va perdre dans son aspect oral une grande partie de ses gains de la période précédente : érosion du lexique originel et traditionnel, nouvelles entrées de castillanismes. Dans la bouche de certains le catalan est une sorte de créole castillan avec une phonétique catalane (à l'université catalane d'été de Prades on a pu entendre certains professeurs s'exprimer avec un lexique qui était pour 30% du castillan pur). »

Louis Creixell était déjà dans la mouvance structuraliste des universitaires de l'époque, qui se confirmera ultérieurement: toujours dans le DEA précédemment mentionné, il écrit: 

« La première chose à enseigner ce sont les structures de grand rendement (avec le vocabulaire de haute fréquence) qui parfois sont semblables à ceux du castillan mais le plus souvent bien différents. Par exemple une des premières structures à enseigner à un locuteur castillan c'est la périphrase : anar + infinitif avec valeur de prétérit (qui est inconnue en castillan), cela signifie que ce que l'on enseigne est une structure productive dont la connaissance est inévitable, bien que pour l'étudiant en apprentissage (en tenant compte de la structure différente de sa langue maternelle) cela puisse apparaître (ou être) difficile et complexe. »

D'autres restaient plus conservateurs mais cette université d'été fut pour tous un moteur qui fit évoluer bien des choses.
En 1971, admissible à l'écrit du Capes d'espagnol, il échouera à l'oral car il n'était pas du tout à l'aise dans son relationnel, et avait des attitudes maladroites en public.
À partir de la rentrée scolaire 1979-1980, le catalan devenant une option au niveau de la classe de quatrième, les professeurs appelés à dispenser cet enseignement constituent rapidement un manuel dans le cadre d'un travail collectif favorisé alors par l'Inspecteur d'Académie M. E. Pascual et par J. Rebersat, Inspecteur Pédagogique Régional. Deux stages pédagogiques sont organisés au Centre Socio-Culturel d'Alénya en décembre 1978 et en mai 1979. Au cours de ces journées, à partir d'un travail de base préalable réalisé par un groupe de maîtres de la Société des Professeurs de Catalan, est élaboré "Endavant doncs..." primer llibre de català.
Louis alors enseignant au CES de Saint-Laurent de la Salanque a donc collaboré à la naissance de ce manuel publié et diffusé grâce aux "Amis du CDACC" (Centre de Documentation et d'Animation de la Culture Catalane).
En 1981 quand le Grup Català de Sociolingüistes (issu des Journées d'Eté de Prades) officialisa ses statuts sous le nom d' Associació de Sociolingüistes de Llengua Catalana (ca), Louis fut parmi les dix-huit membres fondateurs.
En septembre 1989, il présenta un DEA d’Etudes Catalanes auprès de l’Université de Perpignan, avec, comme directeur de recherche le Pr Andloc. L’estàndard; problemes de la normativització. En cerca del model. Sa recherche reçoit la mention "Très bien".
En 1992 il participe au Colloque International sur la Renaixença, La Renaixença al Rosselló (dont les actes sont publiés à Actes del Col·loqui Internacional sobre la Renaixença, vol. XXI dels Estudis Universitaris Catalans, Barcelona, Curial Edicions Catalanes, 1992, p.76-77).
Il souligne dans son article qu'à partir des années 1880 il n'y a pas en Roussillon une renaissance linguistique et culturelle catalane ample comme celle du "Principat". Il y a création d'un « cercle cultivé » (Bonafont, Talrich) mais ce sont des îlots isolés, et une création populaire (Albert Saisset alias "Oun Tal") qui elle, conforte dans les classes dirigeantes une opinion défavorable vis-à-vis du catalan; ainsi, des auteurs comme Pere Vidal écrivent des contes en catalan mais leurs articles historiques sont en français... Même si la grande partie de la population utilise le catalan dans son quotidien de communication, le processus d'acculturation a été très intense, et la conscience de la Renaissance Nord-catalane reste cantonnée aux cercles ecclésiastiques (Bonafont, Boher, Rous...) et traditionalistes (Prepatx). On peut dire que la Renaissance est ici une déroute et qu'à la fin du XIXe siècle le français est prépondérant. Mais certains de ces Roussillonnais cultivés passent, à partir de 1902, « un relais », comme Bonafont pour J-S Pons et J. Amade, permettant ainsi un sauvetage culturel de la langue.
En 1994, Louis Creixell obtient le Capes de catalan; deux ans après sa première tentative, où il ne figurait alors que sur la liste complémentaire.
À la fin de sa vie, ses cousines et cousins germains l'accompagnèrent, venant chez lui entre les séances de chimiothérapie avec son oncle paternel Joseph. Tous dirent qu'à ce moment-là il avait changé, qu'il était moins introverti, qu'il s'enfermait moins dans sa chambre, qu'il était plus ouvert aux autres et plus souriant. Il s'inquiétait de son devenir non pas pour lui, mais pour ses parents déjà bien âgés et disait à ses proches : « Si cela se passe mal, cela va les tuer ». Louis passait alors des heures à enregistrer les récits des exploits de son père Francisco et de son oncle Joseph, excellents conteurs, sur un magnétophone sous le titre de : "Les xerrades del pare".
Il procédait souvent ainsi, enregistrant des conversations, des émissions radiophoniques, des conférences puis en les réécoutant il analysait les mots et les structures des phrases… Il utilisait aussi de petites fiches bristol de 75 x 125, il y inscrivait le mot catalan, la racine latine ou autre, la phonétique, des exemples de phrases ou des citations et des commentaires personnels, hypothèses et diverses propositions.
Il n'hésitait pas à requérir les avis de spécialistes quand il butait sur des mots; par exemple, en 1980, pour l'ampliation de son dictionnaire, il questionna diverses personnes à propos de définitions, de noms d'insectes et d'animaux… Il eut par exemple un échange épistolaire avec des scientifiques comme Josep Maria Camarasa, biologiste, secrétaire général de la Société Catalane de Biologie, pour le mot « putois".
Il essayait d'être aidant aussi pour les autres, parfois de façon improvisée : avec son père Francisco, il conduisit Joan Veny et Joan-Josep Pujadas dans leur enquête pour l'Atlas Linguistique du Domaine Catalan chez des personnes de Saint-Cyprien pour des interviews : pêcheurs, boulangère, paysans…
Paradoxalement, il ne laissa aucune archive de ses recherches ou travaux, même pas de photocopies des articles qu'il avait publiés. Seuls quelques exemplaires de son dictionnaire et de ses mémoires (maîtrise et DEA) tapés maladroitement sur sa vieille machine Japy... et une accumulation de bouquins, beaucoup de dictionnaires : français, italien, espagnol, catalan, occitan, provençal, gascon, breton, corse... roumain, anglais, hébreu, hausa, quechua, etc., mais aussi de la littérature et un grand nombre de romans, qui furent donnés à des associations.

## LeDiccionari Bàsic Francès - Català
Il participe en 1974 au Diccionari Bàsic Francès - Català (avec Dominique Bernardo, Reinald Dedies, Bernard Rieu) et en 1981 il effectuera seul une édition augmentée.
Celui-ci reste toujours aujourd'hui une œuvre de référence vivante et précise avec une remarquable approche des variantes dialectales du Roussillon. Cet ouvrage est une véritable prise de position sur la situation de la langue de part et d'autre des Pyrénées. Tout en étant un bon dictionnaire pour accéder du français au catalan standard, il inclut les équivalents Nord-Catalans avec des apports dialectaux (extraits du DCVB ou issus d'enquêtes personnelles), des apports littéraires avec des citations, des termes du catalan de la période classique qu'il propose de remettre « en circulation. »
Il recueille aussi les toponymes et gentilés internationaux ainsi que ceux des municipalités nord-catalanes avec leur prononciation. Il suffit de jeter un œil sur les p.90-91 qui traitent de l'utilisation des verbes ser et estar pour réaliser la grande pertinence des observations de Louis Creixell.
Très original et utile malgré son caractère basique, il contient beaucoup d'informations sur les collocations et la phraséologie. Il incorpore des solutions propres au roussillonnais, propose des néologismes, avec l'indication « proposition » à partir de possibilités composant le catalan, différentes de celles que l'on a considérées comme le catalan en deçà des Pyrénées qui trop souvent adopte des solutions calquées du castillan (comme maintenant escombraneu pour le français chasse-neige au lieu de llevaneu, ou barri barraquer pour bidonville). Et il ne cesse de critiquer les alternatives proposées pour la langue standardisée quand il pense que ce sont des castillanismes comme avenç pour le français avant-goût, à qui il préfère primer tast. Il dénonce aussi quelques usages linguistiques ainsi cette note p. 110, article « court » : « au Principat, certains plumitifs tendent à écrire le gallicisme « tout court » — inconnu de la langue parlée — dont on notera qu'il est inutile. ».
Dans le dictionnaire, il étudie les effets de la diglossie sur la langue catalane et il propose de continuer l'œuvre d'épuration et de fixation de Pompeu Fabra, en la modernisant avec un « aggiornamento raisonnable » appliquant des solutions à l'interférence linguistique du catalan, autant sous administration française qu'espagnole.

### Réception duDiccionari Bàsic Francès - Català
Le dictionnaire basique de 4 000 mots dès sa parution en 1974 est assez bien reçu par des linguistes et spécialistes des langues comme :
- Robert Lafont, professeur à l'Université de Montpellier dans la Revue des langues romanes, LXXXI-1974, p. 517.
- Georg Kremnitz, romaniste et sociolinguiste allemand dans la revue OC, no 248, hiver 74-75, p. 57-58
- Daniel Meyran dans la revue Les langues néolatines 1975, fascicule I, no 212, p. 119-20-21.
- Joan Solà, professeur de l'Université de Barcelone dans son livre Del català incorrecte al català correcte, p. 227-277, Edicions 62.
- La revue Terres catalanes no 16, 1974, article "El diccionari bàsic-francès català"  « ... C'est un travail qui honore leurs auteurs par la ténacité, l'effort et la richesse de son contenu... C'est peut-être la 1ère fois que les auteurs d'un dictionnaire sont d'aussi jeunes gens. Bien entendu, un d'entre eux a beaucoup plus contribué que les autres; c'est toujours comme cela. Naturellement que tout n'est pas parfait, mais c'est perfectible, car les erreurs ou autres inattentions pourront être corrigées dans une seconde édition... ». La suite de l'article fait ensuite des remarques et suggestions de possibles modifications aux auteurs.
- La revue Serra d'Or, Barcelona, printemps 1975.
- Gerard Vassalls, de l'Université de Perpignan dans la revue Sant Joan i barres, no 58, hiver 74-75, p. 25-27.
- Joan-Lluc Vilarnau (Joan-pere Pujol), dans la revue La falç no 15 mars 1975.

Ultérieurement, l'édition amplifiée de 1981 est également bien accueillie :
- Miquel Mayol, dans le journal local L'Indépendant le 24/11/1981: « ...L’œuvre, il convient de le dire, est de bonne veine... Un dictionnaire qui ose faire des propositions essayant de purger la langue des corruptions imputables à la domination française d'un côté, espagnole de l'autre et les "propositions" de Creixell sont toujours réussies... Le fait que ce soit notre génération celle qui contemple la réalisation du rêve d'un siècle n'est pas le fait du hasard. Cette œuvre se situe pleinement dans le courant de libération globale qu'entreprit la génération de 68. » (Traduction française de l'article en catalan).
- Joan Veny, linguiste et dialectologue spécialiste du catalan, dans un courrier du 15 janvier 1982: « ... La meva cordial enhorabona pel traball que has dut a terma... la meva sincera felicitació per la teva obra. »
- Joan-Daniel Bezsonoff, dans un article dans le journal L'Indépendant du 20 février 1996 (écrit peu après la mort de Louis Creixell) :

« Auteur d'un dictionnaire français-catalan Lluís Creixell n'est plus. Au nom de l'APLEC, Joan-Daniel Bezsonoff, professeur de langue catalane au Lycée du Clos-Banet, communique: Lluís Creixell vient de mourir. Avec lui notre pays perd un grand linguiste. Natif de Sant Cebrià, il connaissait, dans ses moindres nuances, la langue de son peuple. À la façon du vieux Frédéric Mistral, il conversait avec les humbles fidèles à leurs origines. Paysans, pêcheurs et maçons ne se doutaient pas que ce petit bonhomme, brun et timide, qui leur parlait avec une petite voix, donnait à leur langue l'éternité. Lluís Creixell, contre vents et marées publia en 1974 un Dictionnaire basique français-catalan qu'il étoffa en 1981. Ce petit dictionnaire blanc et bleu est le meilleur dictionnaire français-catalan. Il ne propose la traduction que de 4 000 mots (un dictionnaire comme le Petit Larousse en contient 40 000) mais ces 4 000 mots débouchent sur 10 000 termes catalans. Tous les mots fondamentaux de la langue française s'y trouvent traduits avec beaucoup de précision. Il suffit, par exemple, de lire les deux pages qu'il consacre à la traduction du verbe être ou encore au pronom relatif qui. Il y a d'autres dictionnaires français-catalan sur le marché. Un lecteur néophyte les croira plus complets. Il se trompe. Lluís Creixell connaissait aussi bien le français que le catalan. Il lisait parfaitement le castillan, l'italien, le roumain et l'occitan. Sa formation de romaniste le prédisposait donc à écrire un dictionnaire fin, précis, vif, vivant, nuancé, grâce à l'accueil qu'il fait aux variantes dialectales du Roussillon. En dehors de ses travaux universitaires appréciés par les meilleurs linguistes de Barcelone comme Joan Solà, Lluís Creixell transmettait son savoir aux élèves du Lycée Jean-Lurçat. Les amoureux des langues catalane et française se doivent de posséder ce dictionnaire dont on parlera encore dans cent ans... »

- Joan Daniel Bezsonoff, dans La columna del Punt, 29/05/2001 :

« Les années passent et je me rappelle encore l'instant où j'ai connu le regretté Louis Creixell à Montpellier. Jamais comme ce jour-là je n'ai mesuré la différence entre un homme et son œuvre. À la fréquentation de gens que j'admirais, j'ai toujours été un peu déçu. Des personnes comme Balthasar Poncel ou Quim Monzó ne m'ont pas impressionné. J'ai trouvé plus de brio dans la conversation de Patrick boulanger à Aureny, ou de Philippe policier à Nice, qu'avec celle de ces grands intellectuels. Avec Louis Creixell il se produisit la même chose. Ce petit homme timide, au naturel fermé, à la petite voix découragée, était l'auteur du meilleur dictionnaire français-catalan. Un dictionnaire extraordinaire qui m'a fait passer de nombreuses heures de délice quand j'espérais moi aussi revenir au pays.
J'aimerais un jour éditer un volume de tous ses articles comme sa passionnante étude sur le catalan et les moyens de communications. Creixell était un érudit, un savant et un patriote. Le jour où je l'ai connu, il m'a confié qu'il avait écrit le dictionnaire qu'il aurait aimé avoir.
Par la faute de sa manière d'être, Creixell, conscient de la valeur de son travail, avait végété dans les lycées du Haut-Languedoc où le martyrisèrent des générations d'élèves... »

## Publications
- Diccionari bàsic francès català, tercera edició ampliada, Université de Perpignan, 1981. Première édition en 1974 par un collectif composé de Domènec Bernardó, Reinald Dedies et Bernat Riu et éditions postérieures par Lluís Creixell lui-même; deuxième édition en 1975 et troisième édition complétée en 1980, celle-ci rééditée en 1981.

Louis Creixell a écrit plusieurs articles sur la langue et la sociolinguistique dans des publications comme Serra d'Or, La Falç ou la revue roussillonnaise Sant Joan i Barres et le quotidien nord-catalan L'Indépendant:
- Dans la revue Serra d'or :
  - Amb un nus a la llengua, no 130, 15-7-1970, p. 32-34.
- Dans la revue Sant joan i barres :
  - Una llengua per a nosaltres no 27, 1966, p. 3-7.
  - Per a una consciència lingüistica rossellonesa. Qüestió de llengua, no 39, 1969, p. 5-23
  - Manuscrits de San-Miquel de Cuixà ; Esqueix de les nostres primícies teatrals, no 48, 1972, p. 18-25,.
  - Escriure clar i català, no 49, 1972, p. 45-46.
  - Ésser i Estar en català no 52, 1973, p. 27-39.
  - Ideologia de la llengua catalana, no 62, 1976, p. 19-28.
  - Varietat dialectal i escola, no 65, 1976, p. 31 et suivantes.
- Endavant doncs... Primer Llibre de català, publication dels Amics del C.D.A.C.C, juin 1979, 2e édition, 173 pages (ouvrage collectif).
- Pròleg a la reedició de la gramàtica del 1918 de Pompeu Fabra. Barcelone, éd. Aqua, 1981.
- Una gramàtica catalana manuscrita: la grammaire cathalane de Josep Testu dans Études roussillonnaises, offertes à Pierre Ponsich: Le Publicateur, 1987, p. 529-544.
- L'estàndard ; problemes de la normativització. En cerca del model, DEA d’études catalanes auprès de l’université de Perpignan, septembre 1989. Dans ses conclusions, il résume l'état de la langue :

« Le catalan dans la situation qu'il vit depuis la fin du franquisme se trouve confronté à des défis d'envergure : 

1- récupérer dans tout l'espace où l'on parle le catalan, un lien de langue normal, c'est-à-dire qui soit l'instrument de la communication inévitable de toutes les strates de la société qui vit et travaille en Catalogne, écoles, université, gens de la rue, commerces, administrations, lieu de travail, etc. discothèque... Parvenir à cet état de normalité implique toute une politique linguistique de sensibilisation, de diffusion, d'utilisation de la parole en catalan (autant d'un catalan issu du Pompeu Fabra que d'un catalan entaché de « fautes ») : l'important étant que ce catalan se répande, fasse un corps social, une immense tache d'huile qui s'infiltre partout. Cet objectif est ce que l'on a nommé, la politique de normalisation que la Généralité à travers diverses mesures est en train de mener à terme.Malgré ce, de nombreux spécialistes se montrent insatisfaits et sceptiques devant les résultats obtenus depuis dix années d'autonomie.

2- Le second grand défi qui va de pair avec le premier, c'est le travail proprement linguistique que les Catalans (locuteurs, auteurs, moyens de communication) font souffrir au catalan, la gymnastique linguistique à laquelle ils soumettent leur propre langue ; la capacité d'adaptation qu'ils savent lui donner par rapport aux innovations techniques et sociales du monde actuel. C'est surtout sur ce deuxième aspect que s'est centrée essentiellement notre réflexion et notre investigation. La phase de fixation de la langue moderne qui commence avec l'œuvre de Fabra doit évoluer vers un processus de stabilisation et en même temps de standardisation grâce à la diffusion de formes "retrouvées" que dans son état originel la langue orale ne possédait pas. La direction de cette standardisation court le risque de ne pas se faire selon des schémas linguistiques intrinsèquement catalans (dérives, extensions sémantiques originales et autochtones), si ce n'est que trop souvent dans les créations ou innovations récentes on peut retrouver comme arrière-fond une référence castillane qui presque toujours, sans aucun doute, a été l'inducteur de la nouvelle forme catalane. Ce processus d'induction finalement se retrouve dans le fait que le catalan adopte les mêmes anglicismes qu'il emprunte au castillan... L'élaboration d'un standard originel avec une phraséologie propre qui demande tout un travail sur la langue... ; pour l'instant n'apparaît pas évident : le style journalistique tel qu'il fonctionne actuellement apparaît comme un sous-produit du style correspondant en castillan. À ce mimétisme critiquable s'ajoute la difficulté qui naît de la querelle interne sur le concept même de la langue : un catalan populaire ? un catalan issu de Fabra ? un catalan "light" ? »

- Participation à l'élaboration des fiches des cours par correspondance de L'Escola Popular Catalana (cité par D. Bernardo in Appareil éducatif et langue autochtone. Langue française, no 25, p. 37-61).
- La Renaixença al Rosselló dans Actes del Col·loqui Internacional sobre la Renaixença vol. XXI dels Estudis Universitaris Catalans, Barcelona, Curial Edicions Catalanes, 1992, p. 76-77.
- Pregària del poble: La prière du peuple

Lluis Creixell et Yves Pérotin, avec un commentaire historique et linguistique in Étienne Frenay et Philippe Rosset, La Seconde République dans les Pyrénées Orientales: 1848-1851, Direction des Archives Départementales, Perpignan, 1981, 169 pages. Il s'agit de l'édition d'une prière de 1852 (dans un catalan très dialectal) enrichie par une étude linguistique très précise. Louis Creixell souligne avec pertinence: «Paradoxalement c'est ici dans l'écrit que se manifeste une amorce indécise de diglossie. Suivant le schéma classique, en effet on écrit en langue A (le français) et on parle en langue B (le catalan); or on se trouve en présence d'un schéma inversé, orthographe mise à part.».
- Traduction du prologue que Jean-Paul Sartre avait écrit sur la question nationale basque pour le livre de Gisèle Halimi Le Procès de Burgos (1973) pour le parti nord-catalan Esquerra Catalana dels Treballadors (ETC)[6].

## Postérité
Saint-Cyprien a donné récemment[Quand ?] le nom de Lluís Creixell à une de ses voies.